# روژه پیروت
روژه پیروت (انگلیسی: Roger Pirotte؛ زادهٔ ۳۱ مارس ۱۹۱۰) دوچرخه‌سوار اهل بلژیک است.